# Блейден (округ)
Округ Блейден (англ. Bladen County) располагается в штате Северная Каролина, США. Официально образован в 1734 году. По состоянию на 2010 год, численность населения составляла 35 190 человек.

## География
По данным Бюро переписи США, общая площадь округа равняется 2297,332 км2, из которых 2266,252 км2 суша и 31,080 км2 или 1,370 % это водоёмы.

## Население
По данным переписи населения 2000 года в округе проживает 32 278 жителей в составе 12 897 домашних хозяйств и 8 937 семей. Плотность населения составляет 14,00 человек на км2. На территории округа насчитывается 15 316 жилых строений, при плотности застройки около семи строений на км2. Расовый состав населения: белые — 57,22 %, афроамериканцы — 37,91 %, коренные американцы (индейцы) — 2,04 %, азиаты — 0,10 %, гавайцы — 0,04 %, представители других рас — 1,97 %, представители двух или более рас — 0,73 %. Испаноязычные составляли 3,71 % населения независимо от расы.
В составе 30,40 % из общего числа домашних хозяйств проживают дети в возрасте до 18 лет; 48,90 % домашних хозяйств представляют собой супружеские пары проживающие вместе; 15,70 % домашних хозяйств представляют собой одиноких женщин без супруга; 30,70 % домашних хозяйств не имеют отношения к семьям; 27,70 % домашних хозяйств состоят из одного человека; 11,50 % домашних хозяйств состоят из престарелых (65 лет и старше), проживающих в одиночестве. Средний размер домашних хозяйств составляет 2,45 человека, и средний размер семьи 2,97 человека.
Возрастной состав округа: 24,60 % моложе 18 лет; 8,70 % от 18 до 24; 27,20 % от 25 до 44; 25,20 % от 45 до 64 и 25,20 % от 65 и старше. Средний возраст жителя округа 38 лет. На каждые 100 женщин приходится 92,60 мужчин. На каждые 100 женщин старше 18 лет приходится 88,70 мужчин.
Средний доход на домохозяйство в округе составлял 26 877 USD, на семью — 33 974 USD. Среднестатистический заработок мужчины был 27 799 USD против 21 973 USD для женщины. Доход на душу населения составлял 14 735 USD. Около 16,60 % семей и 21,00 % общего населения находились ниже черты бедности, в том числе — 28,70 % молодежи (тех, кому ещё не исполнилось 18 лет) и 24,20 % тех, кому было уже больше 65 лет.